# Боро Мокров
Боро Мокров е югославски партизанин, участник в комунистическата съпротива във Вардарска Македония.

## Биография
Роден е на 13 декември 1917 година във Велес, тогава в анексиран от Царство България по време на Първата световна война. През 1939 година става член на Югославската комунистическа партия. По-късно е арестуван като член на ЮКП е изпратен в лагера Меджуречие край Иваница в Сърбия. През 1942 година става секретар на Съюза на комунистическата младеж на Югославия, а от декември същата година до края на следващата лежи в завор. По-късно е интерниран. След като се завръща през 1944 година става политически комисар на Велешко-прилепския партизански отряд. По-късно влиза и в Осма македонска ударна бригада, на която от 2 септември 1944 до 25 декември е политически комисар. След Втората световна война се занимава с история на печата и новинарството на Македония.

## Публикации
- Мокров, Боро, Томе Груевски. Преглед на македонскиот печат (1885-1992), Скопје, 1993
- Мокров, Боро. Развојот на македонскиот печат и новинарство (од првите почетоци до 1945 година), Скопје, 1980,